# Achensee
Il Lago di Achen (in tedesco Achensee) è un lago situato in Austria nella regione del Tirolo. Con i suoi 133 metri di profondità, 9,8 km di lunghezza e 6,80 km² di superficie è il più grande e profondo lago tirolese. Eben am Achensee e Achenkirch sono le municipalità della costa che si affacciano sul lago.
Celebre per la qualità dell'acqua (quasi potabile) e la salubrità dell'aria, l'Achensee, è una rinomata meta turistica nazionale e internazionale che attira un discreto numero di turisti durante tutto l'arco dell'anno. Il lago è inoltre navigabile ed è spesso solcato da piccole imbarcazioni che effettuano servizio di trasporto o brevi crociere turistiche. La sponda meridionale del lago è raggiungibile anche per mezzo della caratteristica ferrovia dell'Achensee che parte da Jenbach.